# Premier plan quinquennal de la République populaire roumaine
 (mars 2025).
Le premier plan quinquennal de la République populaire roumaine était le premier plan quinquennal réalisé par la République populaire roumaine entre 1951 et 1955. Il faisait suite à deux plans annuels, de 1949 et 1950 et sera supervisé par les envoyés de la Union des Républiques socialistes soviétiques dans le but d'assurer un bon développement. Les principales priorités du plan quinquennal étaient l'électrification du pays et le canal Danube-Mer Noire.